# 教育哲学
教育哲学(英: philosophy of education）は、教育哲学は応用哲学の一分野であり、教育の本質、目的、そして問題点を探求するものである。また、教育理論の概念や前提についても考察する。加えて、教育哲学は、倫理学、政治哲学、心理学、社会学など、哲学内外の様々な分野から着想を得た学際的な分野でもある。教育哲学の理論の多くは学校教育に特化しているが、他の教育形態(保育所、社会教育施設、公民館、生涯教育施設、職業訓練施設など)も包含している。教育哲学の理論は、教育とは何かを価値中立的に記述する記述理論と、教育がどのように実践されるべきかを探求する 規範理論に分けることができる。
教育哲学では、多種多様なトピック(話題)が議論される。教育の基本概念の概念分析を行う研究もあれば、知識の伝達や、適切な推論、判断、行動の能力の発達など、教育の目的や目標を中心とした研究もある。教育の認識論的目標に関する有力な議論は、教育は真の信念の伝達に主に焦点を当てるべきか、それとも推論して新しい知識に到達する能力に重点を置くべきかという点である。この文脈において、多くの理論家は、教化(indoctrination)、つまり知識、技能を教え込むこととは対照的に批判的思考の重要性を強調している。教育の目的に関するもう一つの議論は、主な受益者は生徒自身か、それとも生徒が属する 社会かという点である。
教育哲学におけるより具体的な議論の多くは、カリキュラム(教育課程)の内容に関するものである。これは、性教育や宗教といった特定のテーマ(教科)は、いつ、どの程度詳しく教えるべきかという問題を含んでいる。その他の議論は、道徳、芸術、科学教育において用いられる具体的な内容と方法に焦点を当てている。哲学者の中には、教育と権力の関係、特に近代国家が子供たちを学校に通わせるために用いる権力(義務教育)について研究する者もいる。別の問題として、教育の平等の問題と、差別や富の不平等な分配といったそれを脅かす要因がある。教育哲学者の中には、広範な実験研究を用いることで自然科学の例に倣い、量的アプローチによる教育研究を推進する者もいる。一方、社会科学の方法論により近く、個々のケーススタディをより重視する質的アプローチを好む者もいる。
教育の主要な問題について、様々な哲学学派が独自の視点を展開してきた。実存主義者は真正性の役割を強調し、実用主義者は能動的な学習と発見を特に重視する。フェミニストやポストモダニストは、現在の教育実践に存在する偏見や差別の形態を明らかにし、それに挑戦しようと試みることがよくある。その他の哲学運動としては、普遍主義、古典教育、本質主義、批判的教育学、進歩主義などがある。教育哲学の歴史は古代哲学に始まるが、体系的な哲学の一分野として出現したのは20世紀後半になってからである。

## 定義
教育の哲学は、教育の性質、目的、および問題を研究する哲学の一分野である。教育哲学は、教育の哲学的研究として、科学の哲学や法の哲学など、他の専門分野の哲学がそれぞれのテーマを研究する方法と同様に、そのテーマを研究する。
  
教育の哲学の中心的な仕事は、その分野で機能しているさまざまな基本的な前提と意見の相違を明確にし、さまざまな立場に対する賛成と反対の双方の議論を吟味、評価することである。そのため、教育哲学の広がりと影響力は大きく、倫理学、政治哲学、認識論、形而上学、心の哲学など、哲学の他の多くの分野に影響を及ぼしている。

その理論は、しばしば他の哲学分野の観点から構築されている。
 しかし、その学際的な性質により、哲学以外の分野の学者からの貢献もここに集約されている。

>教育哲学で議論される一般的なトピックについてはある程度の合意が得られているものの、その正確な定義をすることは困難である。教育哲学は主に応用哲学に属している。 
いくつかの定義によれば、教育哲学は倫理学からの派生分野という特徴付けがされている。しかし、教育哲学にはより理論的な側面もあり、教育の基本的な概念と理論、およびその哲学的含意の検討が含まれるため、誰もがこの特徴付けに同意するわけではない。これらの2つの側面は、教育哲学の外向きと内向きの性質と呼ばれることがある。

その扱うトピックは、教える価値のある知識の性質のような非常に一般的な問題から、芸術を教える方法や公立学校で標準化されたカリキュラムとテストを実施すべきかどうかのようなより具体的な問題にまで及んでいる。

教育の問題は古代哲学(たとえば、プラトン、アリストテレスなど)において既に重要なテーマであり、今日に至るまでその重要性は変わっていない。 
しかし、教育哲学が哲学の独立した分野として出現したのは、体系的な研究と分析の対象となった20世紀後半、第二次世界大戦後のことである。
「教育」という用語は、教育の過程そのものを指す場合もあれば、この過程としての教育を研究する学問分野を指す場合もある。この曖昧さは、教育哲学のレベルにも反映されている。教育哲学は、教育を過程として、また学問(discipline)として捉える際の哲学的前提と諸問題を研究する学問領域を包含している。 教育哲学の多くの著作は、明示的または暗黙的に学校で行われる教育に焦点を当てている。しかし、最も広い意味で捉えれば、教育は家庭、図書館、博物館、公共メディアなど、他の様々な分野でも行われている。教育には、公式教育(formal education)と非公式教育(informal education)、私的教育と公教育など、様々な種類がある。私的教育とは、家庭教育、進学のための塾や予備校、不登校児のフリースペースなどを総称した言い方である。さらに社会人のためのカルチャーセンター、ビジネスセミナー、社会人向けの講座なども加えることが出来る。

## 区分
教育哲学には様々な区分けが提案されている。一つの分類法では、記述的問題と規範的問題を区別する。記述理論は、教育とは何か、そして教育に関連する概念をどのように理解するかを記述することを目的とする。これには認識論的な問いも含まれ、教育に関する理論が真か偽かではなく、そのような問いに答えるための知識にどのように到達できるかを問題とする。 一方、規範理論は、教育はどのように実践されるべきか、あるいは正しい教育形態とは何かを説明しようとするものである。一部の規範理論は、何が正しいか、何が良いかというより広い倫理的枠組みに基づいて構築され、この枠組みを教育の実践に適用することで教育規範理論に到達する。しかし、記述的アプローチと規範的アプローチは絡み合っており、必ずしも明確に分離できるわけではない。なぜなら、記述的知見はしばしば様々な規範的態度を直接示唆するからである。
教育哲学における主題を、教育の性質と目的、そして教育の方法と状況という二つの側面に分ける別の分類法がある。後者はさらに、具体的な規範理論と、それらの理論の概念的・方法論的前提の研究に分けられる。他の分類法では、推論や道徳の役割、社会・政治的問題、カリキュラムに関する問題といった分野も含まれる。
教育哲学における理論は、所属する哲学の流派によってさらに細分化される。実存主義、プラグマティズム、マルクス主義、ポストモダニズム、フェミニズムなど、様々な哲学の流派が、教育の主要な問題について独自の視点を展開してきた。 これらの流派は、教育がどのように実践されるべきか、あるいは実践されるべきでないかに関する規範理論を含むことが多く、多くの場合、論争の的となっている。
もう一つのアプローチは、教育哲学で議論されているすべてのトピックを単純に列挙することである。その中には、性教育、科学教育、美的教育、宗教教育、道徳教育、多文化教育、専門教育、教授学習理論、学習の測定、知識とその価値、理性の涵養、教育の認識論的・道徳的目的、権威、誤謬主義、誤謬性に関する問題や前提が含まれる。

最後に、教育哲学が暗黙のうちに分断されるもう一つの方法は、西洋対非西洋、そして「グローバルサウス」(インド、インドネシア、南アフリカ、南米諸国など)の視点である。長年にわたり、教育哲学は比較的民族中心主義的な方向性を維持しており、ヨーロッパや北米以外の思想にはほとんど関心が払われてこなかったが、21世紀に入り、脱植民地化とそれに関連する運動によって、この状況は変わり始めている。

## 主だったトピックス

### 教育の基本概念
特定分野における多くの哲学的探究の出発点は、その分野で用いられる基本概念の検証と明確化であり、多くの場合、概念分析という形で行われる。このアプローチは、分析哲学の伝統において特に顕著である。その目的は、曖昧さを明確にし、これらの用語に関連する様々な暗黙の、そして潜在的に誤った前提を明らかにすることである。

この分野の理論家は、この形式の調査の重要性をしばしば強調する。なぜなら、より具体的な問題に関するその後の研究はすべて、その分野を画定するために、少なくとも暗黙のうちに、その中心となる用語の意味を前提としなければならないからである。例えば、良質な教育とは何かを研究するためには、「教育」という用語が何を意味するのか、そしてそれをどのように達成し、測定し、評価するのかという概念を持たなければならない。
教育の定義は、薄い定義と厚い定義に分けられる。薄い定義は中立的で記述的である。通常、教育における知識と理解の伝達の役割を強調する。厚い定義には、例えば、問題のプロセスが教育と呼ばれるためには、特定の肯定的な結果をもたらさなければならないと述べるなど、追加の規範的要素が含まれる。
ある厚い定義によれば、教育とは、教育を受けた人が知識と知的技能を習得し、これらの要素を重視し、それによってより良い方向に変化したことを意味する。これらの特徴は、「教化」などの密接に関連する他の用語と教育を区別するために用いられる。教育哲学におけるその他の基本的な概念としては、教えること、学ぶこと、生徒、学校教育、子育ての概念が含まれる。

### 教育の目的
教育哲学における中心的な問いは、教育の目的、すなわち、なぜ人々は教育を受けるべきなのか、そして教育の過程でどのような目標が追求されるべきなのかという問いに関係している。

この問題は、教育の実践や成果がこれらの目標をどの程度実現できているかを評価することに大きく関係している。教育の目的については多くの意見の相違があり、様々な理論が提唱されてきた。著名な提案には、教育は知識、好奇心、創造性、合理性、批判的思考を育成するとともに、道徳的に考え、感じ、行動する傾向を促進するべきであるというものがある。 個人はそれによって人として成長し、自分の可能性を実現することで自己実現を達成するべきである。理論家の中には、自由、自律性、寛容さなどのリベラルな理想の育成を強調する者もいれば、従順さ、権威への服従、イデオロギーの純粋さの重要性を強調し、時には信心深さや宗教的信仰にも焦点を当てる者もいる。 
多くの提案は、共同体意識や連帯感を育み、個人を社会の生産的な一員に変え、同時に社会の潜在的な悪影響から守るといった、社会的な領域に関するものである。これらの立場に関する議論や、それを支持する議論、反対する議論には、その正当化において倫理学、心理学、人類学、社会学など、さまざまな分野への参照が含まれることが多い。
教育の一般的な目的については、一般に合意があると言っていいだろう。例えば、教育はすべての生徒を育成し、彼らの推論能力の発達を助け、彼らの判断や行動の仕方を導くべきである、などである。しかし、こうした一般的な特徴は通常、あまり役に立たないほど漠然としており、教育が目指すべき具体的な内容については多くの意見の相違がある。これらの様々な目的に包括的な枠組みを与えようとする試みがいくつかなされてきた。あるアプローチによれば、教育は本質的に、個人が良い生活を送れるように支援するべきである。より具体的な様々な目標はすべて、この究極の目的を果たす限りにおいて、教育の目的となる。 この見方でいけば、生徒の合理性と自律性を育てることは、合理性と自律性の向上が生徒のより良い生活につながる限りにおいて、教育の目的であるということになる
教育の目的に関する様々な理論は、時に「財(Goods)に基づく説明」、「技能(Skills)に基づく説明」、「性格(character)に基づく説明」に分類できる。財に基づく説明では、教育の究極の目的は真実、知識、理解といった何らかの認識論的善を生み出すことであるとされる。一方、技能に基づく説明では、合理性や批判的思考力、自立した思考力といった特定の技能の発達が教育の目標とされる。性格に基づく説明では、学習者の性格特性や美徳が中心的な役割を果たし、優しさ、正義、誠実さといった道徳的・公民的特性が重視されることが多い。

#### 認識論的
多くの理論は、教育の認識論的目的を強調している。 認識論的アプローチによれば、教育の中心的目的は知識と関係があり、例えば、社会的努力で蓄積された知識をある世代から次の世代に伝えることである。このプロセスは、生徒の心の発達であると同時に貴重な遺産の伝達として捉えることができる。このようなアプローチは、知識の伝達よりも実験や批判的思考を重視する実用主義者からは拒否されることがある。他の人々は、これは誤った二分法であり、知識の伝達と合理的で批判的な心の発達は、互いに依存し支え合う、絡み合った教育の目的であると主張する。この意味で、教育は新しい知識を獲得する能力を養うことも目的としている。これには、生徒に真の信念を植え付けることと、既存の信念を検証して新しい知識に到達するための証拠の方法と形式を教えるそれは学生の認識論的自律性を促進し、認識論的権威による不当な主張に異議を唱えるのに役立つかもしれない。 最も広い意味では、認識論的アプローチには、学生に真の信念や知識を伝えることだけでなく、合理性、批判的思考、理解、その他の知的美徳などの性質や能力を教えることなど、さまざまな関連する目標が含まれる。

#### 批判的思考と教化
批判的思考は、教育の中心的目的の一つとしてしばしば挙げられるものである。 一般的に受け入れられている批判的思考の定義はない。しかし、批判的思考が合理的で、反省的で、注意深く、何を信じるか、どのように行動するかを決定することに焦点を当てているという点では広く合意されている。 
批判的思考は、明晰さと合理性を基準とし、目の前の問題の解決だけでなく、そのプロセスが自身の基準に準拠しているかどうかを確認するメタ認知的な要素が含まれる。この意味で、教育は学生に多くの真の信念を伝えることにとどまらず、むしろ、学生が自分で結論に達する能力や、既存の信念に疑問を持つ性向も育成されるべきであり、多くの場合、学生だけでなく社会全体に利益をもたらすことを目標としている。
しかし、教育において批判的思考に帰せられる肯定的な役割に誰もが同意しているわけではない。反対意見は、よく推論するとはどういうことかについての意見の相違に基づいていることが多い。
批評家の中には、普遍的に正しい推論の形式は存在しないと主張する者もいる。彼らによると、教育は普遍的な思考方法を伝えることよりも、科目特有のスキルを教えることに重点を置くべきだという。 他の反対意見は、批判的思考は一部の支持者が主張するほど中立的でも普遍的で前提のないものではないという主張に焦点を当てている。この見解では、批判的思考には、自己中心性や距離を置いた客観性などのさまざまな暗黙の偏見や、ヨーロッパ啓蒙主義の哲学運動に由来する文化特有の価値観が伴う。
批判的思考の問題は、教化の問題と密接に関連している。 多くの理論家は、教化は教育とは重要な点で異なり、教育においては避けられるべきだと主張している。しかし、教化は教育の一部であるべきだ、あるいは両者に違いはないと主張する理論家もいる。これらの異なる立場は、「教化」をどのように定義するかに大きく依存する。教化に関するほとんどの定義は、その目的が生徒に特定の信念を受け入れさせ、強く印象づけることにあるという点で一致している。この点では、教化はほとんどの教育形態と共通しているが、他の点では異なる。ある定義によれば、教化における信念の獲得は、これらの信念を裏付ける証拠の有無にかかわらず、つまり、適切な議論や信念を採用する理由を提示することなく行われる。別の定義によれば、信念は、生徒が信じている内容について疑問を持ったり、自ら評価したりすることを思いとどまらせるような方法で植え付けられる。この意味では、教化の目的は合理性や批判的思考といった教育の他の目的と正反対である。この意味では、教育は単に信念を伝えるだけでなく、生徒をよりオープンマインドにし、人間の誤りを意識させようとするものである。 密接に関連する問題は、教育の目的が生徒の心を形成することなのか、それとも批判的かつ独立した探究心を強化することによって生徒の心を解放することなのかということである。
この議論の重要な帰結は証言の問題、すなわち生徒が教師や本の主張をどの程度信頼すべきかという問題である。
 この問題は生徒の年齢と知的発達に大きく左右されると主張されてきた。教育の初期段階では、生徒の側に高いレベルの信頼が必要であるかもしれない。しかし、生徒の知的能力が発達するにつれて、主張の妥当性や賛成・反対の理由を評価する際に、それをより多く活用する必要がある。 この点、特に幼い子供の場合、特定の主張の賛否を判断し、批判的に評価する知的能力がまだ欠如している間は、より弱い形態の教化が必要であると主張されてきた。この意味で、避けられないあるいは許容できる形態の教化と、避けられるあるいは許容できない形態の教化を区別することができる。しかし、この区別は必ずしも肯定されているわけではなく、すべての形態の教化は悪い、あるいは受け入れられないと主張する理論家もいる。

#### 個人と社会
教育の目的に関する意見の相違で繰り返し生じる原因は、教育の主な受益者は誰なのか、つまり教育を受ける個人なのか、それともその個人をその一員とする社会なのかという問題である。 多くの場合、両者の利益は一致する。一方では、教育を通して、特にキャリアに関して、人生における多くの新しい機会が個人に開かれる。他方では、教育によって、その人が社会の善良で法を遵守する生産的な一員になる可能性が高くなる。しかし、個人と社会の利益が対立する場合、この問題はより複雑になる。これは、個人の自律性が共同体の福祉よりも優先されるべきかどうかという問題を提起する。例えば、包括的リベラル派によると、教育は学生の自主性を重視すべきであるという。この見解では、人生において自分の道を選ぶのは学生次第である。教育の役割は、必要な資源を提供することであり、人生において倫理的に正しい道とは何かについて生徒を導くものではない。この立場は、コミュニティの一員となり共通善を共有することによる社会的結束の重要性を強調するコミュニタリアン(communitarians)によって通常否定されている。

### カリキュラム
教育哲学における重要かつ議論の多い問題は、カリキュラムの内容、すなわち生徒に何を教えるべきかという問題である。これには、教える科目の選択と、特定の科目をカリキュラムに含めることに対する賛否両論の検討が含まれる。この問題は教育の目的と密接に結びついており、ある科目が教育の目的の一つに合致するため、カリキュラムに含めるべきだと主張する者もいる。
カリキュラムにどのような科目を含めるかについては多くの立場が物議を醸しているが、性教育と宗教教育に関する問題のように、学術的な議論を超えて幅広い公共の議論にまで及ぶ特定の問題もある。
性教育における論争は、性器の機能などの生物学的側面と、性行為やジェンダー・アイデンティティなどの社会的側面の両方に関係している。この分野における意見の相違は、どの側面をどの程度詳しく教えるか、またどの年齢層にこれらの教育を向けるべきかに関するものである。
宗教教育に関する議論には、宗教を独立した科目として教えるべきかどうか、もしそうなら必修科目にするべきかどうかといった問題が含まれる。他の問題としては、どの宗教または複数の宗教を教えるべきで、宗教的見解は倫理や性教育などの他のトピックにどの程度影響を与えるべきか、などがある。
この分野におけるもう一つの重要なテーマは、道徳教育である。この分野は英語圏では「教育倫理学」(educational ethics)と呼ばれることもある。日本ではまだポピュラーではない。この分野における意見の相違は、生徒にどのような道徳的信念や価値観を教えるべきかをめぐって生じる。このように、道徳哲学における多くの意見の相違が道徳教育の分野に反映されている。カント派の理論家の中には、道徳的推論の重要性と、子供たちが善悪を判断できる道徳的に自律的な主体となることの重要性を強調する人もいる。一方、アリストテレス派の理論家は、道徳的状況に関する知覚、情動、判断に関わる徳目の発達を通じた道徳的習慣化に重点を置いている。これに関連して古代哲学において盛んに議論されてきた問題は、道徳は単なる生来の資質ではなく、どの程度まで教えることができるのかということである。
公教育における芸術と美学の役割についても様々な議論がある。これらの分野で培われた創造性は様々な分野に応用でき、それによって生徒に様々な形で利益をもたらす可能性があると主張されている。また、美学教育は、道徳や政治の分野における生徒の感性の形成、自己と他者への意識の向上など、様々な問題に間接的な影響を及ぼすとも主張されている一部の研究者は、客観性の可能性を一般的に否定している。彼らはこの主張を、普遍的な教育形態に対する反論として使っている。彼らは、普遍的な教育形態は特定の世界観、信念、関心を偽りの覆いの下に隠すものだと見ている。これは、多様性に焦点を当てたアプローチを推進するために利用されることもある。例えば、教育において、文化、習慣、言語、ライフスタイルの多様性をより重視し、特定の文化、習慣、言語、ライフスタイルを特別視しないという考え方である。

これらの論争を解決するために様々なアプローチが用いられている。場合によっては、子どもの発達、学習、動機づけの分野における心理学が重要な一般的な洞察を提供することもある。数学のような特定の科目のカリキュラムに関するより具体的な問題は、数学の哲学など、その特定の分野の哲学に強く影響されることがよくある。

### 権力
権力の問題は、教育哲学におけるもう一つの論点である。このテーマで特に興味深いのは、近代国家が子どもたちに学校に通うこと、いわゆる義務教育を強制していることである。
子供たちとその親には通常、既存のカリキュラムを拒否したり変更したりする方法はほとんどないか、まったくない。この点で重要な問題は、近代国家がこの形態の権力を行使することが正当化される理由、あるいは正当化されるのかどうかである。
例えば、脱学校化や非学校化の分野に属する様々な解放主義運動はこの権力を否定し、子供たちの福祉は一般に義務教育がないときに最もよく守られると主張する。これは、最良の学習形態は勉強しているときに起こるのではなく、何か他のことをしているときに副次的に起こるという考えに基づいている場合がある。 この立場は、子供たちの自然には導かれることのない合理性の発達についての過度に楽観的な前提に基づいていると指摘されて、しばしば否定される。義務教育全般に反対する意見もあるが、より穏健で一般的な批判は、カリキュラムにおける特定の必修科目、例えばセクシュアリティや宗教に関するものである。アメリカ合衆国におけるもう一つの現代的な議論は、標準化されたテストの実施に関するものである。標準化されたテストは、特定の人種的、文化的、または宗教的少数派が共有していない様々な前提を暗黙のうちに前提としている可能性があるため、特定の人種的、文化的、または宗教的少数派に対する差別に当たると主張されてきた。権力に関するその他の問題は、教師が生徒に対して持つ権威と責任に関するものである。
ポストモダニズムの理論家は、確立された教育慣行を、社会のエリートが自らの利益を追求するために利用する権力の道具と見なすことが多い。 この点における重要な側面は、個人と対照的な国家とその機関との間の不平等な権力関係、そして権力と知識、特に教育を通じて伝えられる知識との密接な関係によって生じる統制(コントロール)である。

## 読書案内
- Classic and Contemporary Readings in the Philosophy of Education, by Steven M. Cahn, 1997, ISBN 978-0-07-009619-6.
- A Companion to the Philosophy of Education (Blackwell Companions to Philosophy), ed. by Randall Curren, Paperback edition, 2006, ISBN 1-4051-4051-8.
- The Blackwell Guide to the Philosophy of Education, ed. by Nigel Blake, Paul Smeyers, Richard Smith, and Paul Standish, Paperback edition, 2003, ISBN 0-631-22119-0.
- Hebert, David G. (2023-02-11) (英語). Comparative and Decolonial Studies in Philosophy of Education. Springer Press. doi:10.1007/978-981-99-0139-5. ISBN 978-981-99-0138-8
- Hytten, Kathy (2022-06-23) (英語). The Oxford Encyclopedia of Philosophy of Education. Oxford University Press. ISBN 978-0-19-091972-6
- Philosophy of Education (Westview Press, Dimension of Philosophy Series), by Nel Noddings, Paperback edition, 1995, ISBN 0-8133-8430-3.
- Andre Kraak, Michael Young Education in Retrospect: Policy And Implementation Since 1990
- Daan Thoomes, The necessity of education. In: The History of education and childhood. Radboud University, Nijmegen, 2000